# Agostino Mascardi
Agostino Mascardi (Sarzana, 1591-1640), fue un humanista, escritor e historiador renacentista. 

## Biografía
Agostino Mascardi vivió con gran reputación en el pontificado del papa Urbano VIII. Era hijo de Alderano Mascardi, célebre jurisconsulto, que murió en 1608 dejando algunas obras de derecho. 
Estudiante en el Colegio Romano ya de niño, terminó por vestir el hábito de jesuita a los dieciocho años. Profesor de retórica en Parma, Plasencia, Módena y Milán, nuevamente en Parma fue prefecto del Colegio de los Nobles; en 1617, tras vincularse a la casa de Este, fue repentinamente expulsado de la Compañía tal vez debido a su estrecho lazo con el cardenal Alessandro d'Este, que lo inducía a asumir actitudes independientes de la jerarquía de su orden.
Llegado a Módena desde Parma en el séquito del cardenal Alessandro, Mascardi fue después camarero honorario del papa Urbano VIII. Componía bastante bien en prosa y verso, y era tan elocuente por naturaleza, que el mismo Pontífice, que quería ejercitar un talento tan raro y tan notable, además de una pensión de quinientos escudos que le asignó, fundó para él una cátedra de retórica en el colegio de la Sapienza el año 1628. El amor que Mascardi tenía á las letras, le hizo despreciar la fortuna. Murió en Sarzana el año 1640, á la edad de cuarenta y nueve años.

## Obras
- Agostino Mascardi (1622). Orationi (en italiano). Genova: Giuseppe Pavoni.
- Agostino Mascardi (1622). Augustini Mascardi Siluarum libri IV: ad Alexandrum principem Estensem S.R.E. Cardinalem (en latín). Anversa: ex Officina Plantiniana.
- Le pompe del Campidoglio per la Santità di Nostro Signore Urbano VIII quando pigliò il possesso, Roma, Erede di Bartolomeo Zannetti 1624.
- Agostino Mascardi (1625). Prose vulgari. Venezia: per Bartolomeo Fontana.
- Agostino Mascardi (1627). Discorsi morali di Agostino Mascardi su la tauola di Cebete Tebano. Venezia: ad instanza di Girolamo Pelagallo.
- Agostino Mascardi (1637). La congiura del conte Giovanni Luigi Fieschi. Venezia: appresso Le Scaglie.
- Agostino Mascardi (1630). Oppositioni, e difesa alla Congiura del conte Gio. Luigi de' Fieschi. Venezia: appresso Domenico Ventura.
- Agostino Mascardi; Claudio Achillini (1631). Due lettere l'una del Mascardi all'Achillini, l'altra dell'Achillini al Mascardi sopra le presenti calamità. Roma: per Lodouico Grignani.
- Agostino Mascardi (1655). Dell'arte historica. Venezia: per il Baba.
- Agostino Mascardi (1859). Dell'arte historica. Firenze: Le Monnier.
- Agostino Mascardi (1639). Romanae dissertationes de affectibus, sive perturbationibus animi, earumque characteribus (en latín). Parigi: apud Sebastianum Cramoisy, typographum regis ordinarium.
- Agostino Mascardi (1639). Ethicae prolusiones (en latín). Parigi: apud Sebastianum Cramoisy, typographum regis ordinarium.